# Auxopus macranthus
Auxopus macranthus är en orkidéart som beskrevs av Victor Samuel Summerhayes. Auxopus macranthus ingår i släktet Auxopus och familjen orkidéer. Inga underarter finns listade i Catalogue of Life.